# STB VT 0
De VT 100 ook wel Regio-Shuttle genoemd is een dieseltreinstel, een zogenaamde lichtgewichttrein met lagevloerdeel voor het regionaal personenvervoer van de Süd-Thüringen-Bahn (STB).

## Geschiedenis
Oorspronkelijk werd de Regio-Shuttle door ADtranz gebouwd. Toen Bombardier ADtranz overnam, mocht Bombardier de Regio-Shuttle om kartelrechterlijke redenen niet meer bouwen. De licentie kwam toen in handen van Stadler Rail. Bombardier bouwt nu de ITINO, een treinstel dat gebaseerd is op de Regio-Shuttle. Stadler Rail ontwikkelde de trein verder als Regio-Shuttle RS 1.
De Süd-Thüringen-Bahn GmbH (STB) werd op 10 december 1999 opgericht. Het hoofdkantoor is in Meiningen gevestigd. De aandelen zijn voor 50% in bezit van Erfurter Industriebahn GmbH GmbH (EB) en voor 50% in beszit van Hessische Landesbahn GmbH (HLB).

## Constructie en techniek
Het treinstel is opgebouwd uit een stalen frame met een frontdeel van GVK. Het treinstel heeft een lagevloerdeel. Deze treinstellen kunnen tot drie stuks gecombineerd rijden. De treinen zijn uitgerust met luchtvering.

## Treindiensten
De Deutsche Bahn (DB) verstrekte op 1 januari 2001 de opdracht voor het regionaal personenvervoer aan Süd-Thüringen-Bahn (STB) voor de trajecten.
- STB 1, Werrabahn: Eisenach - Bad Salzungen - Meiningen, 60 km, vanaf 10 juni 2001
- STB 1 Werrabahn en Hinterlandbahn: Meiningen - Eisfeld - Sonneberg, 81 km

vanaf 10 juni 2001: Meiningen - Eisfeld
vanaf 4 oktober 2002: Eisfeld - Sonneberg
- STB 2, Sonneberg - Lauscha - Neuhaus am Rennweg, 29 km,vanaf 15 december 2002
- STB 3, Wernshausen - Schmalkalden - Zella-Mehlis - Suhl, 36 km, vanaf 10 juni 2001
- STB 4, Erfurt - Arnstadt - Plaue-Zella-Mehlis - Suhl - Grimmenthal - Meiningen, 86 km, vanaf 10 juni 2001
- EB 3, Erfurt - Neudietendorf - Arnstadt - Plaue - Ilmenau, 50 km, vanaf 15 december 2002